# Lucy Salani
Lucy Salani (Fossano, 12 de agosto de 1924 — Bolonha, 22 de março de 2023) foi uma ativista italiana e a única pessoa transgênero italiana conhecida a ter sobrevivido aos campos de concentração nazistas.
Nascida em Fossano e criada em Bolonha, Salani era considerada um homem homossexual antes de passar por uma cirurgia de mudança de sexo mais tarde em sua vida. Ela era antifascista e desertou tanto do exército fascista italiano quanto do exército nazista alemão durante a Segunda Guerra Mundial, antes de ser capturada e deportada para o campo de extermínio de Dachau em 1944, onde permaneceu até a liberação do campo pelas tropas estadunidenses, em abril de 1945. Após sua libertação e o fim da guerra, Salani viveu em Roma, Turim e Paris, antes de completar sua transição em Londres. Ela então voltou para Bolonha na década de 1980, passando o resto de sua vida na cidade.
A história de Salani ganhou destaque em 2009, quando a escritora e diretora Gabriella Romano escreveu uma biografia dela, intitulada Il mio nome è Lucy. L'Italia del XX secolo nei ricordi di una transessuale . Em 2011, Romano também dirigiu um documentário centrado nela, chamado Essere Lucy .
Em novembro de 2019, o presidente do Arcigay Rome, Francesco Angeli, pediu ao presidente italiano Sergio Mattarella que nomeasse Salani como senadora vitalícia .
No verão de 2022, ela foi homenageada pelo conselho municipal de Bolonha por seu ativismo.
Salani morreu entre 21 e 22 de março de 2023, aos 98 anos.